# Akan (volk)

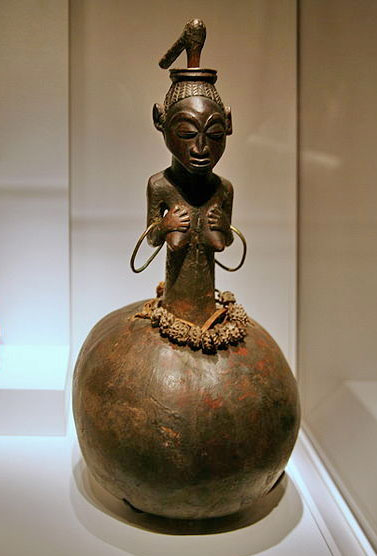
Vrouwelijk figuur op een pompoen (eind 19e, begin 20e eeuw)

De Akan zijn een etnische groep in West-Afrika. Binnen deze groep vallen de Ashanti, de Fante, de Baule, en de Nzema volkeren in Ghana en Ivoorkust. Ze spreken het gelijknamige Akan.
Van de 15e eeuw tot de 19e eeuw overheersten de Akan de goudzoekerij, de goudhandel en de slavenhandel in de regio. Zij staan bekend om hun gouden gewichten, die gemaakt werden met de verloren was gietmethode. Takken van de Akan omvatten de Abron en de Afutu.
Sommige van hun belangrijkste mythologische verhalen heten Anansasem. Anansesem betekent ook 'reizigers-verhalen', of "spinnenverhalen" of Nyankomsem ("woorden van een hemelgod"). Deze verhalen gaan meestal, maar niet altijd, over Kwaku Ananse.
De hoogste god is Brekyirihunuade ("hij die alles weet en ziet").